# Неймдроппинг
Неймдроппинг (англ. name dropping, дословно — «бросание имён») — практика постоянного использования имён важных людей, названий организаций, товарных марок, специальных терминов и тому подобных обозначений в разговоре с целью показаться слушателям более значительным. Неймдроппинг обычно считается плохой, порой — даже оскорбительной чертой. При использовании в споре может представлять собой частный случай логической уловки «отсылки к авторитету».

## Цель неймдроппинга
Неймдроппинг часто используется для обозначения своего места в социальной иерархии. Этот приём создаёт чувство превосходства над другими, повышая статус говорящего. Подразумевая (или прямо обозначая) связь с другими людьми с высоким статусом, человек, использующий неймдроппинг, надеется приблизить свой собственный социальный статус к статусу упомянутых личностей и приподнять себя над окружающими.
Неймдроппинг может использоваться для идентификации людей внутри некоторой социальной группы. Произнося в незнакомой компании определённые имена людей и названия вещей, говорящий старается обозначить свой круг и выявить среди присутствующих «своих».

## В русском языке
В русском языке нет соответствующего аналога. Филолог Александр Жолковский вспоминает:

Как-то потребовалось объяснить смысл этого отсутствующего в русском языке оборота. В качестве хрестоматийного примера я привёл стилистику недавно (в 1995 году) опубликованной книги мемуаров. Собеседник попросил меня быть конкретнее. Тогда я вспомнил фразу из этой книги, являющую поистине квинтэссенцию щеголяния короткостью с великими: «Когда ехали по шоссе хоронить Ахматову, Бродский показал мне место, где погребён Зощенко».

## Неймдроппинг как литературный приём
Датский исследователь Йон Кюст расширительно использовал название name-dropping для обозначения часто используемого Иосифом Бродским употребления в стихах имён исторических и мифологических персонажей: Кюст отмечает, что частое упоминание этих имён у Бродского, помимо прочих задач, «служит созданию образа говорящего»: «это одновременно и речевой акт, обозначающий принадлежность к определенной общественной группе, и способ создания вневременного поэтического пространства».